# 伊波尔
伊波尔（法語：Yport，法語發音：[ipɔʁ]）是法国滨海塞纳省的一个市镇，属于勒阿弗尔区。

## 地理
伊波尔（49°44'16"N, 0°18'47"E）面积2.07 平方千米，位于法国诺曼底大区滨海塞纳省，该省份为法国北部沿海省份，其西部及北部濒大西洋英吉利海峡，东起顺时针与索姆省、瓦兹省、厄尔省和卡爾瓦多斯省接壤。
与伊波尔接壤的市镇（或旧市镇、城区）包括：科地区克里克伯夫、圣莱奥纳尔。

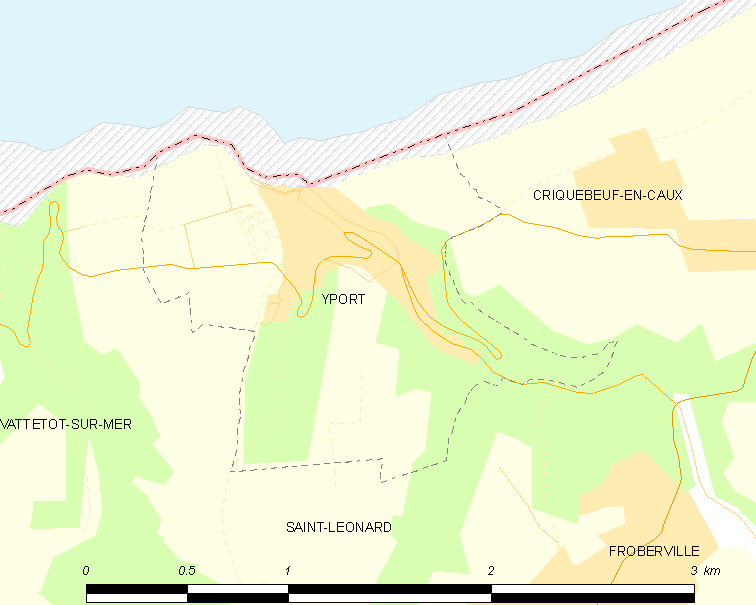
伊波尔的OSM定位图

伊波尔的时区为UTC+01:00、UTC+02:00（夏令时）。

## 行政
伊波尔的邮政编码为76111，INSEE市镇编码为76754。

## 政治
伊波尔所属的省级选区为费康县。

## 人口

1962-2008年间伊波尔人口变化图示

伊波尔于2022年1月1日时的人口数量为701人。